# Braine-le-Château
Braine-le-Château (wallonisch Brinne-Tchestea, niederländisch Kasteelbrakel) ist eine Gemeinde in der französischsprachigen Provinz Wallonisch-Brabant in Belgien. Bei der Gebietsreform von 1977 wurde Wauthier-Braine eingemeindet.
Der Ortsname leitet sich von Braine bzw. Brakel, alten Bezeichnungen für den Hain, der die Gemeinde durchfließt, sowie von der dort einst befindlichen mittelalterlichen (11. bis 12. Jahrhundert) Burg ab. Aus dieser Burg entstand ab dem 13. Jahrhundert das heutige Wasserschloss.

## Geografie

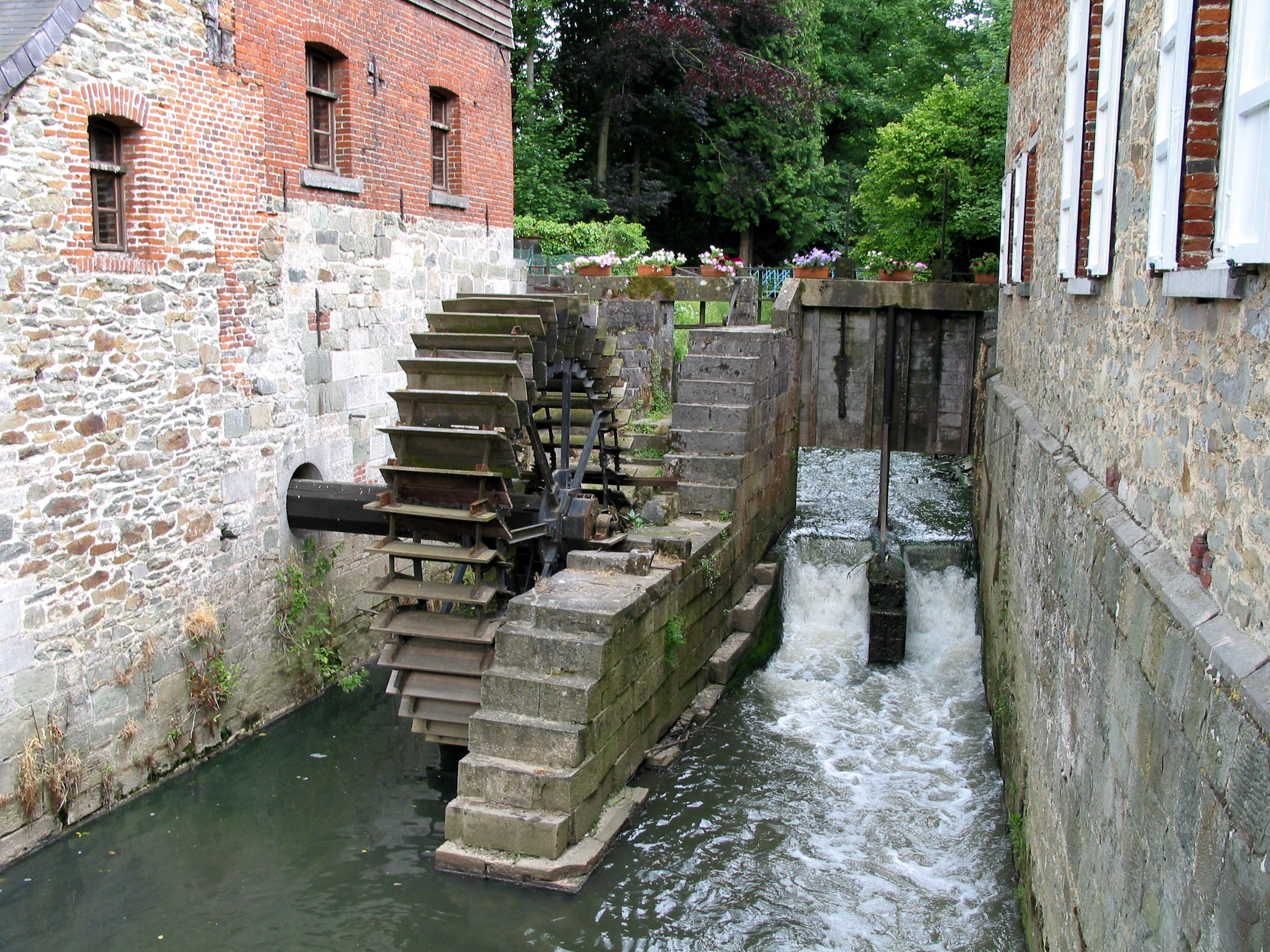
Mittelalterliche Wassermühle (12. Jahrhundert) am Hain

Die Gemeinde Braine-le-Château liegt in Wallonien in der Provinz Wallonisch-Brabant, etwa 20 Kilometer südwestlich von Brüssel in einer Höhe von 50 bis 151 Metern. Sie erstreckt sich über 22,698 Quadratkilometer. Das Gebiet wird von dem Wasserlauf Hain durchflossen.
Die angrenzenden Gemeinden sind Tubize, Ittre und Braine-l’Alleud in Wallonisch-Brabant sowie Halle in Flämisch-Brabant. Somit grenzt die französischsprachige Gemeinde Braine-le-Château im Norden an die niederländischsprachige Region Flandern.
Braine-le-Château hatte früher einen eigenen Bahnhof. Die nächstgelegenen Stationen befinden sich heute in Tubize und Halle an der Linie von Brüssel nach Mons sowie in Braine-l’Alleud und Nivelles an der Linie von Brüssel nach Charleroi. Von den Bahnhöfen in Tubize und Braine-l’Alleud aus ist Braine-le-Château mit dem Bus zu erreichen.
Wahrzeichen des Ortes ist ein gut erhaltener Pranger, der Pilori, aus dem 16. Jahrhundert.
Braine-le-Château liegt an der Europastraße 19.

## Geschichte

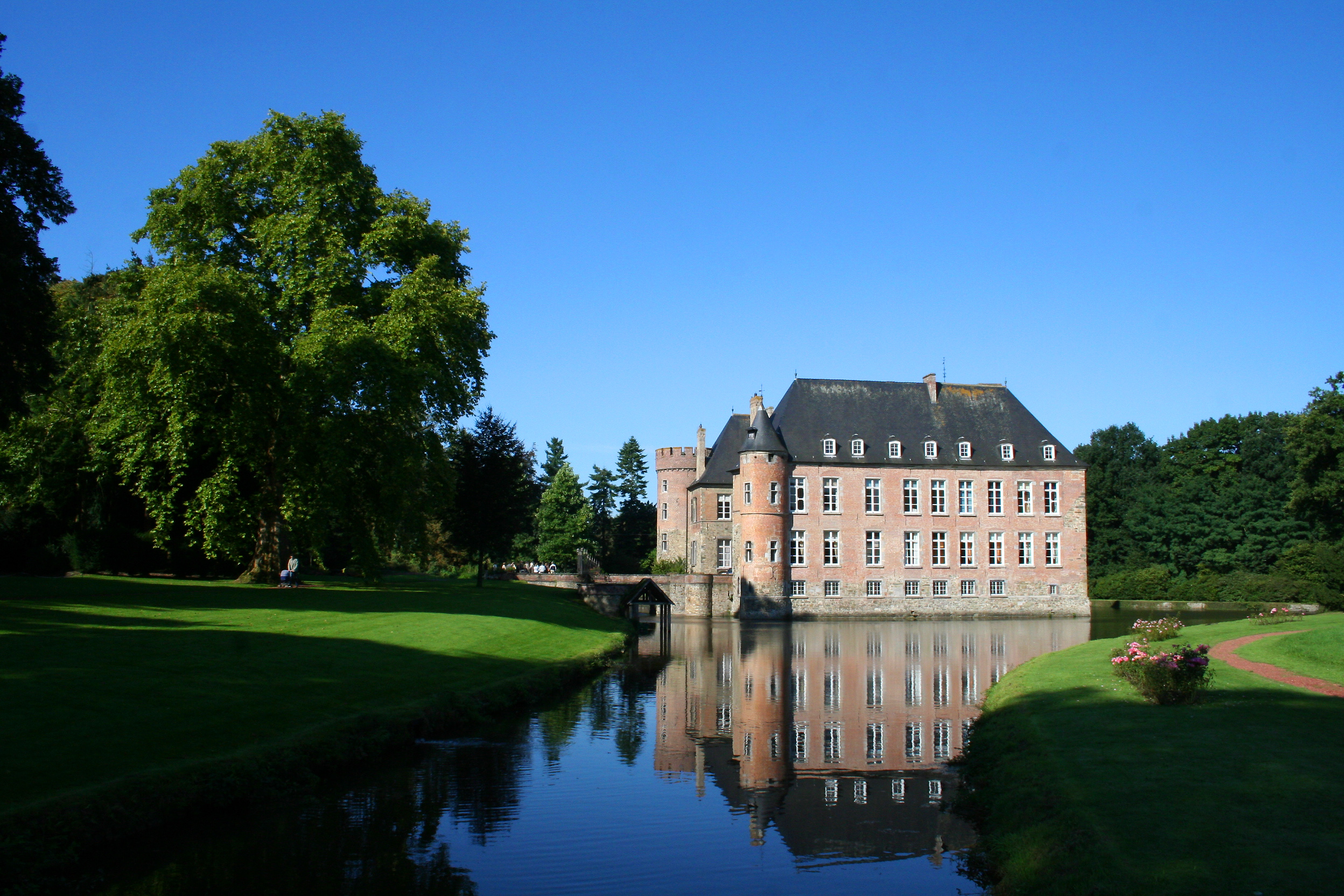
Das Schloss

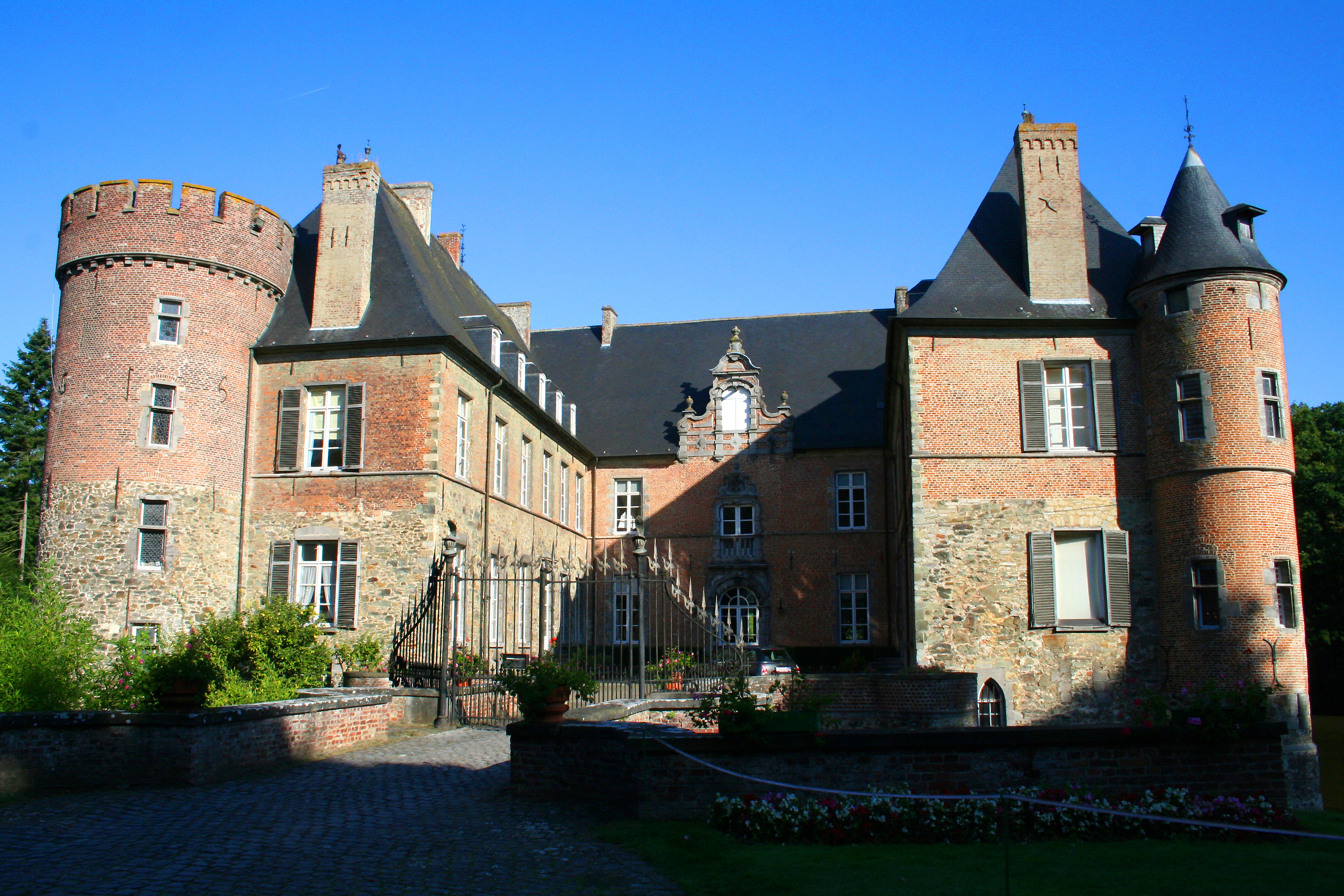
Ehrenhof des Schlosses

Die Geschichte von Braine-le-Château reicht bis ins Jahr 649 zurück. Damals donierte die heilige Waudru das Terre d’Ittre genannte Gebiet, zu welchem auch Braine-le-Château gehörte, dem Kapitel von Mons. Während des gesamten Mittelalters unterstand Braine-le-Château dem Grafen vom Hennegau.
Das Gebiet von Braine-le-Château ging durch die Hand vieler Familien. 1434 wurde es von Jean de Hornes übernommen, 1670 erwarb es der Graf Lamoral Claudius Franz von Thurn und Taxis von der Familie seiner Frau Anna de Hornes; 1681 wurde die Grafschaft Braine-le-Château für seinen Sohn Eugen Alexander zur Principauté de la Tour et Tassis ernannt, um der Familie Thurn und Taxis den Aufstieg in den spanisch-niederländischen Fürstenstand zu ermöglichen. 1835 kaufte Graf Eugène Gaspard de Robiano den Besitz. Stanislas de Robiano (1853–1909) hinterließ das Schloss seiner Tochter, seither besitzen es die Grafen Cornet de Ways-Ruart.
Unter französischer Herrschaft gehörte Braine-le-Château zum Département Dyle. In der Folge kam es zum Arrondissement Nivelles in der Provinz Brabant. Am 1. Januar 1977 wurde Wauthier-Braine mit Braine-le-Château fusioniert.
Wauthier-Braine hat eine etwas andere Geschichte als Braine-le-Château. Es gehörte zur Bürgermeisterei La Hulpe auf dem Gebiet des Herzogs von Brabant. Das Herzogtum Brabant war der Grafschaft Hennegau benachbart und oft mit dieser in kriegerische Auseinandersetzungen verwickelt.

## Politik
Der Gemeinderat (Conseil Communal) von Braine-le-Château hat 21 Mitglieder. Aus ihm heraus wird das Collège mit dem Bürgermeister und vier Schöffen (Echevins) gebildet.